# Estación Higienópolis-Mackenzie
Estación Higienópolis-Mackenzie es una estación de la Línea 4-Amarilla. Tendrá integración en esta misma estación con la Línea 6-Naranja de São Paulo (Brasil).

## Ubicación
Rua da Consolação s/nº (entre las calles Piauí y Dona Antônia de Queiroz), barrio Consolação.

## Características
Estación enterrada con plataformas laterales, estructuras en concreto aparente y salas de apoyo en el nivel de superficial, además de las dos pasarelas de distribución en estructura metálica fijada con tirantes - una sobre cada extremo de la plataforma. Posee acceso para discapacitados físicos.

### Capacidad
30.000 pasajeros hora/pico.

## Tabla
| Sigla | Estación               | Inauguración        | Capacidad                    | Integración                     | Plataformas | Posición    | Notas                                         |
| ----- | ---------------------- | ------------------- | ---------------------------- | ------------------------------- | ----------- | ----------- | --------------------------------------------- |
| HIG   | Higienópolis-Mackenzie | 23 de enero de 2018 | 30 mil passageiros hora/pico | Líneas 4-Amarilla con 6-Naranja | Laterales   | Subterránea | Estación con estructura de concreto aparente. |